# Camaldine Abraw
Camaldine Abraw (Lomé, 15 agosto 1990) è un calciatore togolese, centrocampista dell'Ouest Tourangeau.

## Carriera

### Club
Ha giocato nella seconda divisione francese con lo Châteauroux, oltre che nella prima divisione rumena ed in quella sudafricana.

### Nazionale
Tra il 2010 ed il 2016 ha giocato 10 partite in nazionale.